# Cerro Soroche
Pour les articles homonymes, voir Soroche.
Le Cerro Soroche est une montagne équatorienne située dans la paroisse de Totoras, elle-même située dans le canton d'Alausí, l'un des 10 cantons de la province de Chimborazo. Il devrait son nom à la pyrite qui compose en partie ses flancs (soroche en quechua).
Le terme soroche, qui désigne également le mal aigu des montagnes, provient d'une idée fausse ancienne selon laquelle il serait provoqué par la présence de minerai. Ce ne serait donc pas le Cerro Soroche qui aurait donné le nom au mal aigu des montagnes, bien que son altitude soit suffisante pour le provoquer.